# Ad-Dirbasijja (poddystrykt)
Ad-Dirbasijja – jedna z 2 jednostek administracyjnych trzeciego rzędu (nahijja) dystryktu Ras al-Ajn w muhafazie Al-Hasaka w Syrii.
W 2004 roku poddystrykt zamieszkiwało 55 614 osób.